# ベストバウト 〜16 ROUNDS FEATURING RHYMESTER〜
『ベストバウト 〜16 ROUNDS FEATURING RHYMESTER〜』（ベストバウト 16ラウンズ フィーチャリング ライムスター）は、2007年2月23日に発売された日本のヒップホップグループRHYMESTERのアルバム。RHYMESTERがこれまでにゲスト参加してきた、他アーティストの曲をRHYMESTER本人が選曲してまとめたワークス集。キャッチコピーは「裏ベスト」。全16曲を収録。
2019年には続編となる『ベストバウト 2 RHYMESTER Featuring Works 2006-2018』が発売された。

## 収録曲
1. 雨あがりの夜空に35 / 忌野清志郎 feat. RHYMESTER
忌野清志郎「雨あがりの夜空に35」収録（2005年2月9日）
2. TRUST OVER 30 / DJ TATSUTA feat. RHYMESTER
DJ TATSUTA『DYNAMITE』収録（2005年5月11日）
3. いのちのねだん / DJ HAZIME feat. RHYMESTER
DJ HAZIME『AIN'T NO STOPPIN' THE DJ』収録（2004年12月22日）
4. WACK WACK RHYTHM ISLAND / WACK WACK RHYTHM BAND feat. RHYMESTER
WACK WACK RHYTHM BAND『WACK WACK RHYTHM BAND』収録（2003年6月25日）
5. 殺しの序曲 / SUPER 7（RHYMESTER, キエるマキュウ & KOHEI JAPAN）
SUPER 7「殺しの序曲 - パンクラス國奥麒樹真のテーマソング」収録（2003年6月25日）
6. PRIVATE EYEZ / PALM DRIVE feat. RHYMESTER & TIGER
PALM DRIVE『BLOCK HOLIDAY』収録（2003年3月26日）
7. MOVE YA' BODY / BOY-KEN feat. RHYMESTER
BOY-KEN『NO SATISFACTION』収録（2003年11月06日）
8. GIRLS ON FILM / (B)APE SOUNDS feat. RHYMESTER
(B)APE SOUNDS『NIGO Presents (B)APE SOUNDS』収録（2004年2月5日）
9. S.E.X / F.O.H feat. RHYMESTER
F.O.H『PROJECT VIKING』収録（2002年11月27日）
10. 神輿ロッカーズ / KICK THE CAN CREW feat. RHYMESTER
KICK THE CAN CREW『VITALIZER』収録（2002年2月14日）
11. プロフェッショナル現場アクター / ラッパ我リヤ feat. RHYMESTER
ラッパ我リヤ『日本改造計画』収録（2001年7月18日）
12. RHYMESTER IS MYSTIC / RHYMESTER
コンピレーション・アルバム『MUSIC IS MYSTIC』収録（2001年12月19日）
13. リズム刻む文学 / GM YOSHI feat. RHYMESTER
GM YOSHI『CUTTIN' BEATS LITERATURE』収録（2000年8月11日）
14. BROTHERS 2000 / DJ YUTAKA feat. RHYMESTER & KOHEI
DJ YUTAKA『UNITED NATIONS』収録（2000年1月13日）
15. 説明不要 Mr. Drunk Remix / K-DUB SHINE feat. RHYMESTER
K-DUB SHINE『説明不要』収録（1998年12月23日）
16. BRAND NEW / SOUL SCREAM feat. RHYMESTER 
SOUL SCREAM『THE DEEP』収録（1996年7月31日）